# Alzonne
Alzonne – miejscowość i gmina we Francji, w regionie Oksytania, w departamencie Aude. Przez miejscowość przepływa rzeka Fresquel. W 2013 roku jej populacja wynosiła 1514 mieszkańców. 